# Stützmikrofon
Der Begriff Stützmikrofon gehört zur Tonaufnahmetechnik. Stützmikrofone werden zur Verbesserung von Tonaufnahmen in Stereofonie eingesetzt. Da hierbei mit einem Hauptmikrofonsystem gearbeitet wird, können durch Hinzufügen von Stützmikrofonen in geringerem Abstand zu den Schallquellen die Einschwingvorgänge und die Geräuschanteile eines Klangs und der Eindruck von Nähe hervorgehoben werden und dabei gleichzeitig der Raumschall (Diffusschall) etwas verringert werden.

## Klangbalance – Das Zusammenspiel der Mikrofone
Das Hinzumischen von Stützmikrofonen in die Lautsprechersignale führt zu einer größeren Lokalisationsschärfe. Auch wird die Deutlichkeit eines bestimmten Klangs erhöht, weil die Signale der Stützmikrofone denjenigen des Hauptmikrofonsystems vorauseilen, was so auch die Räumlichkeit bzw. den Räumlichkeitseindruck vermindert. Damit ist auch eine zu groß erscheinende Tiefenstaffelung zu reduzieren. Mit Stützmikrofonen kann eine unausgeglichene Klangbalance zwischen den Instrumentengruppen verbessert werden. Verdeckungseffekte können gemildert werden, wenn z. B. eine Harfe im Tutti nicht zu hören ist. Ist das Tutti vorbei und die Harfe spielt fast allein, dann wird die Wirkung des Stützmikrofons auffällig und es muss dieser Zumischpegel verringert werden.
Durch Stützmikrofone wird die Lokalisation von bestimmten Schallquellen verbessert. Die durch Stützmikrofone aufgenommenen Schallsignale müssen mit Panoramareglern an den gewünschten Ort der Hörereignisrichtung zwischen den Lautsprechern als Interkanal-Pegeldifferenz eingestellt werden. Oft wird die Klangbasis, die mit einem Hauptmikrofon zu eng erscheint, mit links- und rechts-stehenden Stützmikrofonen, also mit sogenannten „Auslegern“ (outriggers) vorsichtig vergrößert. Signale von Stützmikrofonen können sogar verwendet werden, um allein in ein Nachhallgerät geschickt zu werden.
Stellt man es geschickt an, so kann mit Stützmikrofonen zum Beispiel der Streicherklang noch flächiger gemacht werden. Es gibt noch unzählige weitere Anwendungsfälle und auch „Tricks“ dazu. Das Verständnis über die Wirkung von Stützmikrofonen und das Umgehen mit Stützmikrofonen und das Abwägen, in welchem Falle und wie der Einsatz von Stützmikrofonen richtig ist, gehört zu den ständigen wesentlichen Übungen der Tontechniker.
Wird bei einer Aufnahme das Hauptmikrofonsystem nicht verwendet, dann bleiben die Stützmikrofone alleine übrig. Diese Aufnahmeart wird dann Polymikrofonierung genannt, wie sie in der Unterhaltungsmusik ausschließlich üblich ist.

## Verzögerte Stützmikrofone
Neben vielen anderen Parametern, auf die in der Mischung einer Tonaufnahme Einfluss genommen werden kann, gibt es dank der modernen Digitaltechnik auch die Möglichkeit, Stützmikrofon-Signale durch Laufzeitverzögerung am (digitalen) Mischpult so zu verzögern, so dass die Laufzeitdifferenzen zwischen Stütz- und Hauptmikrofon ausgeglichen werden. Der klangliche Nutzen dieser Maßnahme sowie das genaue Maß der dabei notwendigen Verzögerung sind in der Fachwelt teilweise umstritten. Ohne starken Pegelanteil eines Hauptmikrofons ist das Verzögern von Stützmikrofonsignalen effektlos.

## Mikrofone bei der PA-Beschallung
Mikrofone, die zur Schallverstärkung bei der Beschallung verwendet werden, sind keine Stützmikrofone. Es gibt hierbei auch kein Hauptmikrofon. Auch wenn der Mikrofonaufbau besonders bei Polymikrofonierung  ähnlich aussieht, muss zwischen Tonaufnahme und Beschallung unterschieden werden. Bei der Beschallung geht man ganz nah an die Schallquelle heran, um Rückkopplungspfeifen zu vermeiden. Dabei wird auf „richtigen“ Klang verzichtet, der in so großer Nähe nicht vorhanden ist.